# Karl Nef
Karl Nef, född 22 augusti 1873 i Sankt Gallen, död 9 februari 1935 i Basel, var en schweizisk musikolog.
Nef studerade vid Leipzigs musikkonservatorium, bland annat under Hermann Kretzschmar. Han var privatdocent i musikvetenskap vid Basels universitet och även verksam som musikredaktör. Hans skrifter behandlar främst Schweiz musikhistoria, särskilt Ferdinand Huber, och instrumentalmusikens utveckling. Bland hans skrifter märks Ferdinand Fürchtegott Huber, Die Musik im Kanton St. Gallen, Einführung in die Musikgeschichte och Geschichte der Simfonie und Suite.